# جيم سفوبودا
جيم سفوبودا (بالإنجليزية: Jim Svoboda)‏ (23 يونيو 1960 في الولايات المتحدة - ) هو مدرب كرة قدم ولاعب كرة قدم أمريكية ولاعب كرة قدم أمريكي في مركز راكض للخلف ‏.